# Shant TV
Shant TV (en armenio:` Շանթ հեռուստատեսություն) es un canal de radio y televisión privada en Armenia. Shant TV fue fundada por Arthur Yezekyan en Gyumri, la segunda ciudad más grande de Armenia, en 1994, lanzó un horario radiofónico de 6 horas lleno en el mayo de 1995.